# Glareola cinerea
Glareola cinerea là một loài chim trong họ Glareolidae.